# 常磐津若太夫
常磐津 若太夫（ときわづ わかたゆう）は、常磐津節の太夫の名跡。

## 初代
後の富士岡若太夫。

## 2代目
後の落語家の初代船遊亭扇橋。

## 3代目
（生年不詳 - 天保10年12月6日（1840年1月10日））
最初三味線方の3代目岸澤式佐の弟子。太夫に代わり、常磐津和歌太夫が1832年に3代目若太夫を襲名。
定紋が菊菱だったために後世、菊菱派と称す。通称は「露月町」。

## 4代目
（文化12年（1815年） - 明治32年（1899年）1月22日）
江戸の生まれ、常磐津文字佐喜、3代目若太夫に芸を仕込まれ、初名を初代常磐津和佐太夫、1880年に4代目若太夫を襲名。後に常磐津若翁の名で隠居する。菊菱和佐太夫と称したこともある。
名人・人気を妬んだ誰かに水銀を飲まされ声が出なくなったことがある。
長女が宝集家金之助、長男（次男とも）が講談の2代目錦城斎一山がいる。

## 5代目
（生没年不詳）本名を萩原熊次郎。
4代目の実の妹の子。2代目常盤津小和佐太夫、1889年に菊太夫、1895年に喜久太夫を経て5代目若太夫を襲名。

## 6代目
（明治5年（1872年） - 大正9年（1920年））本名を伊藤慶次郎。
4代目若太夫の孫。3代目小和佐太夫、小和歌太夫、若喜太夫を経て、1911年暮に5代目若太夫を襲名。

## 7代目
（）本名は萩原喜久太郎。
6代目若太夫の甥。